# Krzysztof Warzycha
Krzysztof Ireneusz Warzycha, né le 17 novembre 1964 à Katowice, est un footballeur professionnel polonais. Il possède aussi la nationalité grecque, depuis 1998, et est devenu entraîneur.

## Biographie
Il joue pendant quinze ans au Panathinaïkos. En Grèce, il prend part à 390 matchs et marque la bagatelle de 273 buts, ce qui fait de lui le meilleur buteur de l'histoire du club et le deuxième meilleur buteur de l'histoire du championnat hellène.
Il marque un but en demi-finale aller de la Ligue des Champions lors de la saison 1995-1996 contre l'Ajax Amsterdam. Il permet en effet au club grec de s'imposer 1-0 sur la pelouse du tenant du titre et de croire en une qualification pour la finale. Le Panathinaïkos s'incline 3-0 au match retour au stade Olympique d'Athènes et est éliminé.
Il prend sa retraite sportive en 2004 à l'âge de 39 ans.
En mars 2012, il devient l'entraîneur principal de l'Aigáleo FC, club de quatrième division grecque. Il entraîne ensuite de juillet à octobre 2012 le club grec du Fokikos FC. En juillet 2013, il est nommé manager du GS Kallithéa.

## Palmarès

### Collectif
- Championnat de Pologne : 1989
- Championnat de Grèce : 1990, 1991, 1995, 1996, 2004
- Vainqueur de la Coupe de Grèce : 1991, 1993, 1994, 1995
- Vainqueur de la Supercoupe de Grèce : 1993, 1994

### Distinctions personnelles
- Meilleur buteur du championnat polonais : 1989
- Meilleur buteur du championnat grec : 1994, 1995, 1998